# Putignano
Putignano è un comune italiano di 25 676 abitanti situato nella Murgia della città metropolitana di Bari in Puglia. È noto per l'antico Carnevale, per le aziende manifatturiere tessili e per le grotte carsiche.

## Geografia fisica
Putignano sorge in posizione collinare nella Murgia dei trulli e delle grotte, ad un'altitudine di 372 m s.l.m., è visibile dai paesi limitrofi, è confinante al territorio della Valle d'Itria. Il territorio, che si estende su una superficie di 99,11 km² e ha un'altitudine compresa fra i 293 e i 456 m s.l.m., è morfologicamente costituito da una serie di terrazzi composti da strati di roccia calcarea posizionati su livelli irregolari.

## Origini del nome
Varie sono le congetture intorno all'origine del toponimo:
- da Potamos (fiume), perché la città era anticamente attraversata da un canale proveniente dall'antico centro di Frassineto, nei pressi di Turi;
- da Puteus insanus (pozzo che rende folle) o da Puteus janus (in ebraico vino), per via dell'antica usanza di depositare il mosto nelle cisterne di campagna;
- da Apollo Pithunis (uccisore del serpente Pitone) da cui deriverebbe Pethunianum. Ciò per via della presunta presenza di un santuario di Apollo all'interno di una grotta presso Monte Laureto, un alto colle nell'agro putignanese;
- da Pytna, antico centro dell'isola di Creta, da cui si pensa provenga un'antica tribù che abitò il territorio in tempi remoti;
- da puteus (in latino pozzo), per la grande quantità di pozzi presenti nel territorio;
- da un antico nome gentilizio, Potinius, Putinius, da cui sarebbe derivata la forma latina Putinianum.

## Storia
Putignano avrebbe tratto origine da un antico centro peuceta. Lo testimoniano numerosi reperti archeologici come vasi, monete, armi, rinvenuti in antiche sepolture. È ipotizzabile, in mancanza di ulteriori evidenze, che abbia prosperato durante l'età della Magna Grecia, fino a diventare, successivamente, un municipium romano. Il centro andò decadendo nel corso dei secoli.
Attorno all'anno 1000 il territorio di Putignano divenne proprietà dei monaci benedettini, che risiedevano nell'Abbazia di Santo Stefano di Monopoli. Da allora cominciarono a vivere nel territorio di Putignano piccole famiglie di contadini al servizio dei Benedettini. Con il passare degli anni la popolazione andò progressivamente aumentando, sicché nacque un piccolo centro agricolo, che si sviluppò nel corso dei secoli.
Alla dominazione benedettina risalgono alcune vicende che riguardano Federico II di Svevia. Egli amava compiere battute di caccia nei territori baresi, infatti aveva anche una residenza a Gioia del Colle. A lui era cara anche Putignano, tanto che vi fece costruire un castello immediatamente fuori dal centro abitato. Accingendosi ad entrare in città, i putignanesi gli negarono l'accesso, dietro consiglio dei Benedettini, parteggianti per il Papa che aveva scomunicato l'imperatore. Da allora in poi il suo amore per la città divenne odio per l'infedeltà subita, facendo distruggere il castello, di cui oggi non resta neanche traccia e rovinando fortemente la cinta muraria.
Al furore di Federico II si aggiunsero le lotte del vescovo di Conversano per ottenere la giurisdizione spirituale sul territorio. Tuttavia, per un lungo periodo di tempo, Putignano ha goduto (come è accaduto per la vicina città di Rutigliano) dello status di ecclesia nullius diocesis, ovvero non apparteneva a nessuna diocesi ed era sotto la diretta dipendenza della Santa Sede.
Nel 1317, per via di alcune discordie tra i monaci benedettini, consegnò Putignano nelle mani dell'ordine dei Cavalieri Gerosolimitani. Il feudo fu dichiarato baliaggio e chi ne otteneva l'investitura era chiamato Balì ed aveva il potere temporale e spirituale.
Proprio in questo periodo la costiera adriatica fu vittima delle scorrerie dei turchi. Per questo motivo si decise di trasferire un'icona bizantina con l'effigie della Vergine e delle reliquie di Santo Stefano dall'Abbazia di Santo Stefano in Monopoli in territori più sicuri. Fu scelta Putignano, dove venne costruita una chiesa per la conservazione di questi oggetti. Si narra, inoltre, che proprio in occasione della processione per il trasferimento delle reliquie ebbero origine i festeggiamenti delle Propaggini, manifestazione di apertura del Carnevale di Putignano.

Lo stemma di Putignano, con gli ornamenti da città

Il periodo di maggior splendore vissuto sotto il dominio dei Gerosolimitani, successivamente detti Cavallieri di Rodi e poi di Malta, fu quello del governo del balivo Giambattista Carafa. Nel 1472, in epoca angioina, fu costruita una nuova cinta muraria in sostituzione di quella antica danneggiata da Federico II. Fu proprio il Carafa che la ricostruì più grande ed imponente, dotata di 14 torrioni rotondi e 12 quadrangolari, circondata da un grande fossato. Concesse inoltre l'apertura di una seconda porta, Porta Barsento, in aggiunta alla preesistente Porta Grande.
Nel 1477 completò un'altra grande opera. Riedificò la Chiesa di San Pietro Apostolo, costruendola molto più grande e dotandola di un grande pregio artistico e architettonico. Era infatti la prima chiesa costruita a Putignano ed era diventata piccola e decadente, perché risaliva al periodo del primo nucleo contadino dell'anno 1000.
Nel corso del seicento Putignano si sviluppò notevolmente, divenendo un importante centro agricolo e accumulando grandi ricchezze e opere d'arte, custodite nelle numerose chiese della città e nei tanti conventi istituiti. Alla fine del Settecento, però, anche Putignano fu vittima delle requisizioni di beni dei francesi, che portarono via tutte le campane delle chiese (eccetto la maggiore della chiesa di San Pietro, ancora oggi esistente) e numerosi dipinti e arredi sacri.
Nel 1806 a Putignano vennero piantati dai francesi tre olmi in memoria delle idee di democrazia e libertà. Di questi, uno è tutt'oggi esistente. Nel Risorgimento numerosi putignanesi si aggregarono ai Mille di Garibaldi, tra cui il capitano Francesco Saverio Tateo, uno degli insorti di Villa Glori. Nel 1808, con i decreti murattiani di soppressione della feudalità, cessò il controllo feudale dei Cavalieri di Malta.
Dopo l'Unità d'Italia, Putignano crebbe e si sviluppò. Durante la dittatura fascista fu oggetto di visita per due volte da parte del Principe Umberto II di Savoia, amico della famiglia Romanazzi-Carducci, una nobile famiglia putignanese.
Putignano raggiunse il suo pieno sviluppo durante gli anni cinquanta e sessanta, in cui fiorì lo sviluppo dell'industria tessile e il Carnevale prese la sua forma attuale. Inoltre furono costruite numerose infrastrutture, tra cui l'ospedale, che resero Putignano uno dei centri principali del sud-est barese.
Il 6 agosto 2024 acquisisce il titolo di città.

### Stemma
Lo stemma di Putignano è formato da uno scudo sannitico, sormontato da una corona reale a cinque punte. Nella parte bassa ci sono tre colli verdi, di cui il centrale è più alto, sormontati da due stelle. Si dice sia stato voluto così da Federico II di Svevia. I monti sono simbolo dei tre colli su cui sorge la città, le stelle simbolo della gloria di cui risplende Putignano, la corona per distinguere la città e renderla illustre tra tutte le altre.
La città di Putignano è ricca di confraternite che sono così elencate; Arciconfraternita Santissimo Sacramento, confraternita Mater Domini, confraternita Santissima Trinità, confraternita Maria Santissima Addolorata, confraternita Visitazione di Maria Vergine, confraternita Maria Santissima del Carmine, confraternita Pio Monte del Purgatorio.

## Monumenti e luoghi d'interesse

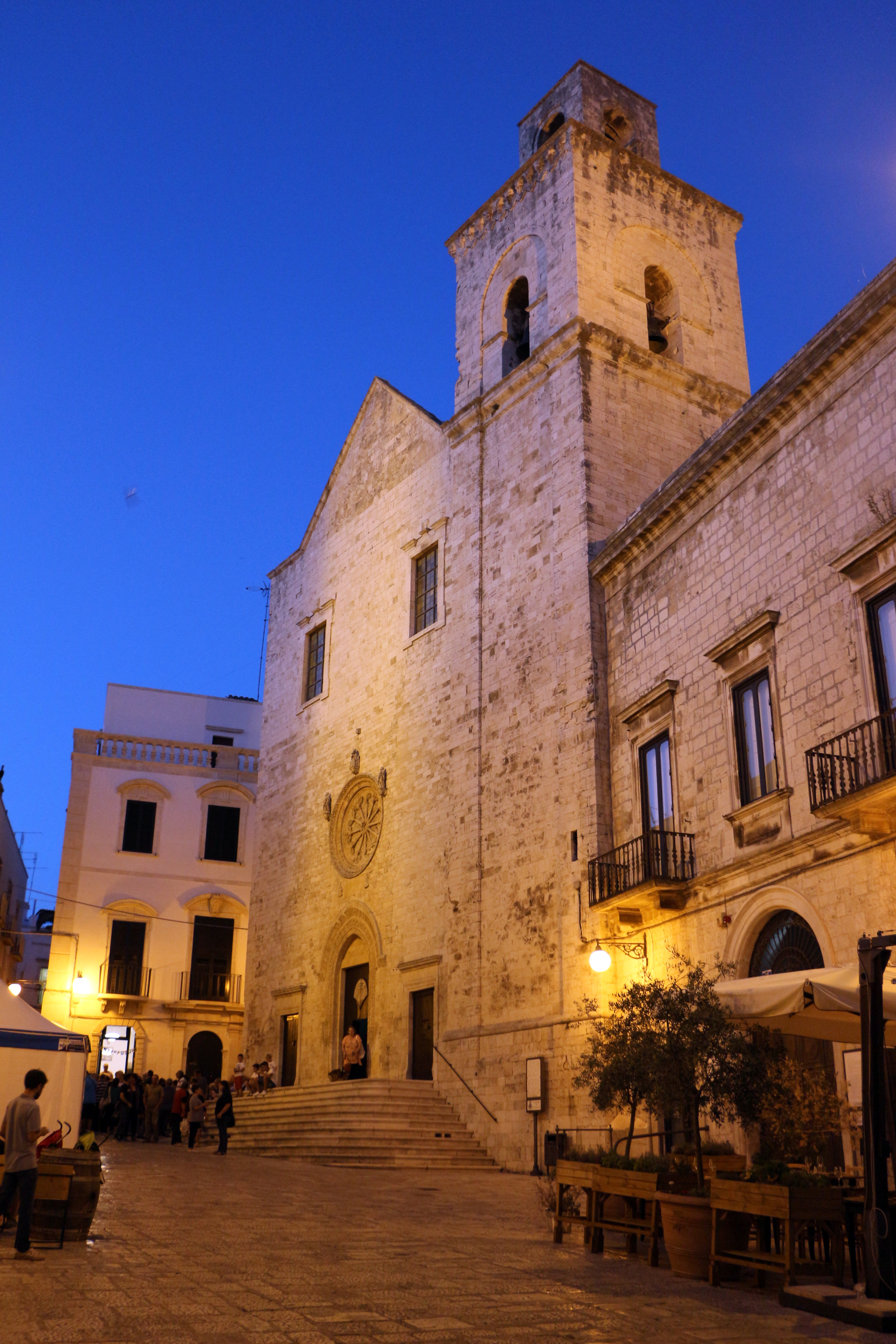
La chiesa Madre di San Pietro Apostolo

### Architetture religiose
- Chiesa di San Pietro Apostolo (chiesa madre e parrocchia). La sua consacrazione è avvenuta il 28 aprile 1158. Tra il '500 e '600 la chiesa viene ampliata con la realizzazione delle cappelle laterali di destra, la costruzione di un nuovo campanile e l'innalzamento dell'intera fabbrica con l'apertura dei finestroni. La maggior parte dell'arredo interno della chiesa (organo, confessionali, pulpito, altari) sono tutte opere del '700 realizzati con materiali di legno e marmi pregiati. In questa chiesa si conservano tante opere artistiche di pittori e scultori locali tra cui le statue di San Sebastiano e San Pietro apostolo opere di Stefano da Putignano. In Chiesa Madre si celebrano la festa di San Giovanni battista il 24 giugno e quella di Maria SS. Addolorata, la terza domenica di settembre, patroni della città.
- Chiesa del Carmine (parrocchia);
- Chiesa di San Domenico (parrocchia);
- Chiesa di San Filippo (parrocchia).

#### Chiese urbane, rurali, e cappelle

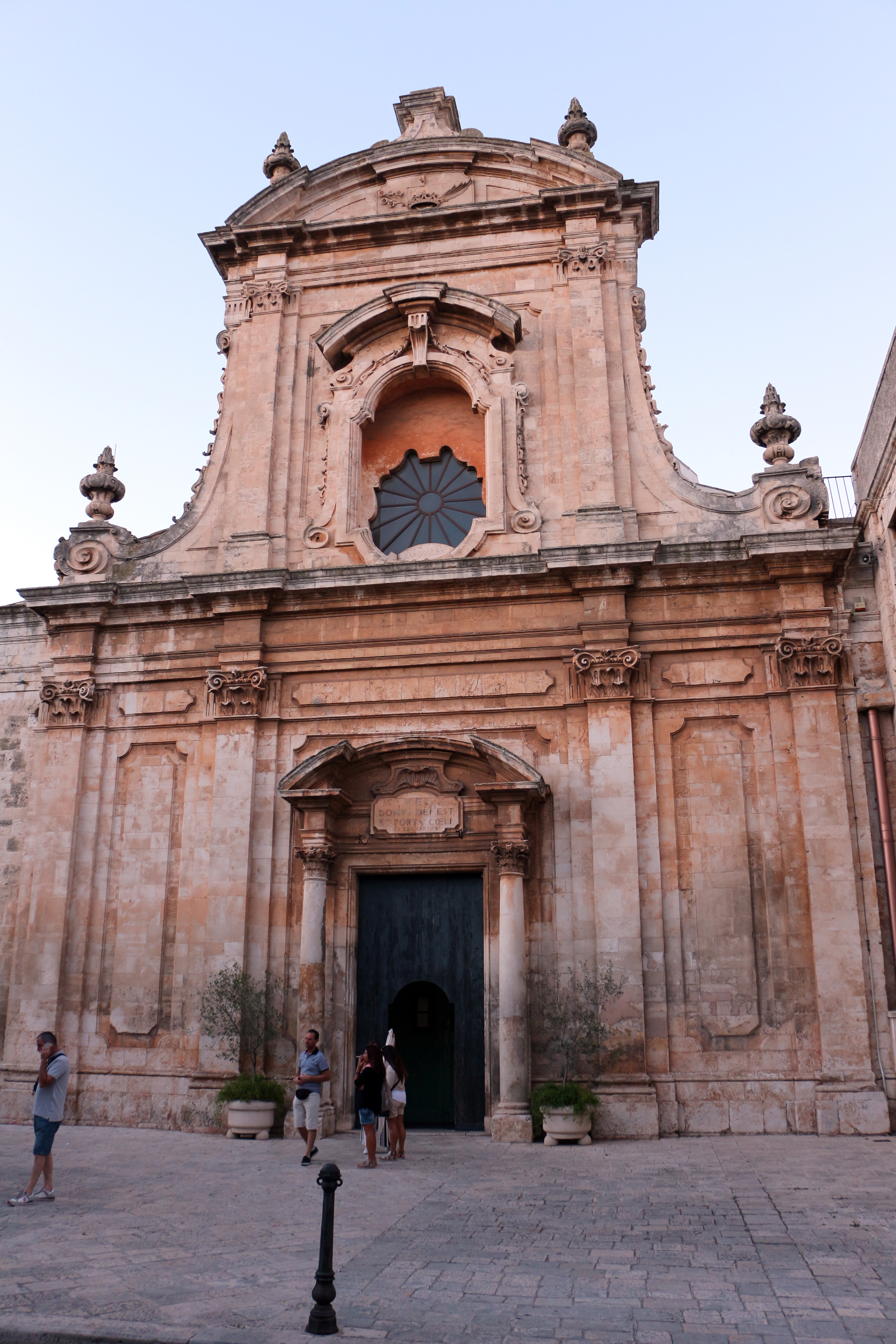
San Domenico

- Chiesa di Santa Maria La Greca, la chiesa è stata consacrata il 28 aprile 1522. Al suo interno è conservata la reliquia del cranio di S.Stefano protomartire, protettore di Putignano la cui festa viene celebrata due volte all'anno: il 26 dicembre (memoria liturgica) con inizio del carnevale e il 3 agosto (Festa patronale);
- Grotta di San Michele in Monte Laureto, chiesa ipogea al cui interno si possono trovare opere di Stefano da Putignano, dipinti del Palvisino (XVI sec.) e l'opera più importante che rappresenta il periodo Angioino nella pittura rupestre, ossia il grande affresco sulla Crocifissione di Cristo che decora la parte posteriore dell'altare principale.
- Chiesa di Santa Maria di Costantinopoli;
- Chiesa Madonna del monte Carmelo ex Convento Grande delle Carmelitane scalze;
- Chiesa di San Lorenzo;
- Chiesa del purgatorio e dei Santi Medici;
- Chiesa della Maddalena;
- Chiesa di Santo Stefano Piccolo;
- Chiesa rupestre della Madonna delle Grazie;
- Chiesa Madonna dei suffragi al Tragneto (zona industriale);
- Chiesa di San Biagio Vescovo;
- Chiesa di Santa Chiara ex Convento piccolo delle clarisse;
- Chiesa di San Pietro Piturno;
- Cappella di Pin Pen;
- Chiesa Madonna della Consolazione ex convento dei frati Cappuccini.

### Grotta del Trullo
La grotta di Putignano (localmente nota come grotta del Trullo) è la prima grotta carsica che è stata utilizzata a fini turistici in Puglia.
La sua scoperta risale al 29 maggio 1931 quando, in occasione dei lavori di scavo per l'esecuzione di un tronco fognario, per caso si scoprì questa ampia cavità che si apriva a pochi metri sotto il piano campagna, come una enorme cupola "al negativo", scintillante (alla luce artificiale di faretti dislocati in punti strategici) perché ricca non solo di concrezioni alabastrine sotto forma di stalattiti e stalagmiti, ma anche di (altrove rare) infiorescenze di calcite-aragonite, che luccicano perché costantemente interessate dallo stillicidio dell'acqua che incessantemente perpetua il continuo "divenire" del processo carsico.
A seguito della scoperta la cavità fu oggetto di lavori finalizzati all'accessibilità da parte del pubblico. A tale scopo, in corrispondenza del suo ingresso fu realizzato un manufatto secondo la tipologia costruttiva dei trulli, avente funzione di accoglienza e punto di informazione per i turisti, oltre che come luogo di inizio e termine della visita.

### Altro
- Museo Civico Principe Guglielmo Romanazzi Carducci di Santo Mauro
- Museo Civico dello scultore Giuseppe Albano
- Monumento ai caduti
- Busto di Vincenzo Petruzzi
- Busto di Cesare Contegiacomo - scultore Giuseppe Albano da Putignano -
- Monumento ai Caduti di Nassirya
- Busto di Pietro Mezzapesa
- Monumento Avis al Donatore di sangue

## Società

### Evoluzione demografica
Abitanti censiti

### Lingue e dialetti
Il dialetto putignanese è una variante del ceppo barese e come questo si caratterizza per la sedimentazione linguistica dovuta alle dominazioni susseguitesi nei secoli. Cospicua è la presenza di vocaboli di origine greca, acquisiti durante il periodo della Magna Grecia e durante la posteriore dominazione bizantina.

### Istituzioni, enti e associazioni

#### Sanità
Nella cittadina ha sede il distretto Socio Sanitario 14 della ASL-BA nonché l'ospedale Santa Maria degli Angeli.

#### Istruzione
A Putignano hanno sede:
- 2 scuole elementari: Gennaro Minzele, Alcide De Gasperi-Di Mizio;
- 2 scuole secondarie di primo grado (scuole medie): Giuseppe Parini, Stefano da Putignano;
- 2 scuole secondarie di secondo grado (scuole superiori): il Polo Liceale "Majorana Laterza" (indirizzi: liceo scientifico, classico, scienze applicate e linguistico); L'I.I.S. "Da Vinci - Agherbino".

### Media
Vengono inoltre stampati i periodici, "Informatissimo Putignano", "La Voce del Paese", "Il Giornale di Putignano", "Fax" e "Putignanonelmondo".
A Putignano è stata fondata nel 1977 l'emittente radiofonica GR Radio Onda sulla frequenza 100.200 FM. Nel 2012 è stata inoltre fondata la web-radio Radio JP.

### Set cinematografico
Putignano è stata scelta come ambientazione della fiction Il generale dei briganti (2012) di Paolo Poeti. Alcune scene sono state girate nel Palazzo del Balì.

### Cucina
Il piatto tipico della città è la farinella, ovvero una farina mista di ceci e orzo; essa viene degustata principalmente con piatti ricchi di sughi.

### Eventi

#### Carnevale di Putignano

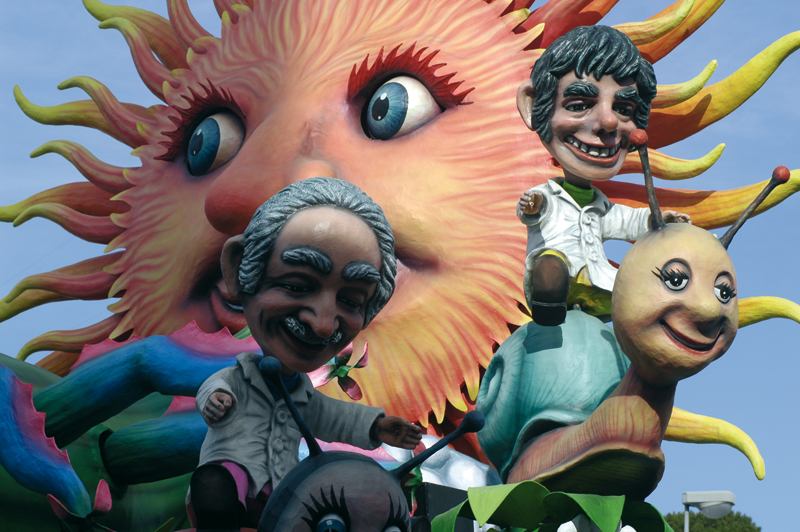
Carri allegorici

Il Carnevale di Putignano è uno dei più lunghi per durata. Infatti esso comincia il 26 dicembre con la manifestazione delle "Propaggini". Essa ricorda l'arrivo a Putignano delle reliquie di Santo Stefano dall'abazia di Monopoli. Durante questa giornata i putignanesi si esibiscono in teatrini in vernacolo, accusando e sfottendo le autorità locali sui problemi del paese rimasti irrisolti. Poi ci sono i giovedì di carnevale, sono sette e vengono conteggiati a partire dal 17 Gennaio (festa di Sant'Antonio Abate). Ogni giovedì è dedicato a ogni categoria della popolazione putignanese, che è chiamata a festeggiare il carnevale, quindi abbiamo il giovedì: dei Monsignori, dei preti, delle Monache, dei Vedovi e delle Vedove, dei Pazzi (i ragazzi celibi), delle donne sposate, dei Cornuti (gli uomini sposati). Il più importante è quello dei cornuti, in quanto esso ricorda alla popolazione che il carnevale sta per terminare. Durante il giovedì dei cornuti, l' "Accademia delle Corna" elegge il "Gran Cornuto dell'anno" tra i membri di spicco della popolazione. Il carnevale si conclude il martedì grasso, con la ultima sfilata serale e il funerale del Carnevale. Famosi sono i giganti di cartapesta detti genericamente "Carri allegorici"; essi sfilano durante le quattro sfilate di carnevale, generalmente realizzate di domenica, salvo il martedì grasso.
Il Carnevale di Putignano è il più conosciuto del Sud Italia ma anche il più antico d'Europa. La sua prima edizione risale al lontano 1394. Nel 2019 è giunto alla sua 625ª edizione

## Economia

### Agricoltura
Sono presenti numerose masserie dedite all'allevamento prevalente di bovini per la produzione di latte e carne e per la produzione di graminacee.

La produzione agricola comprende anche frutta come ciliegie e olive sia ad uso da tavola che ad uso industriale per la rispettiva produzione di confetture ed olio d'oliva.
Sono presenti anche, in quantità limitate, colture di mandorli.

#### Carciofo di Putignano

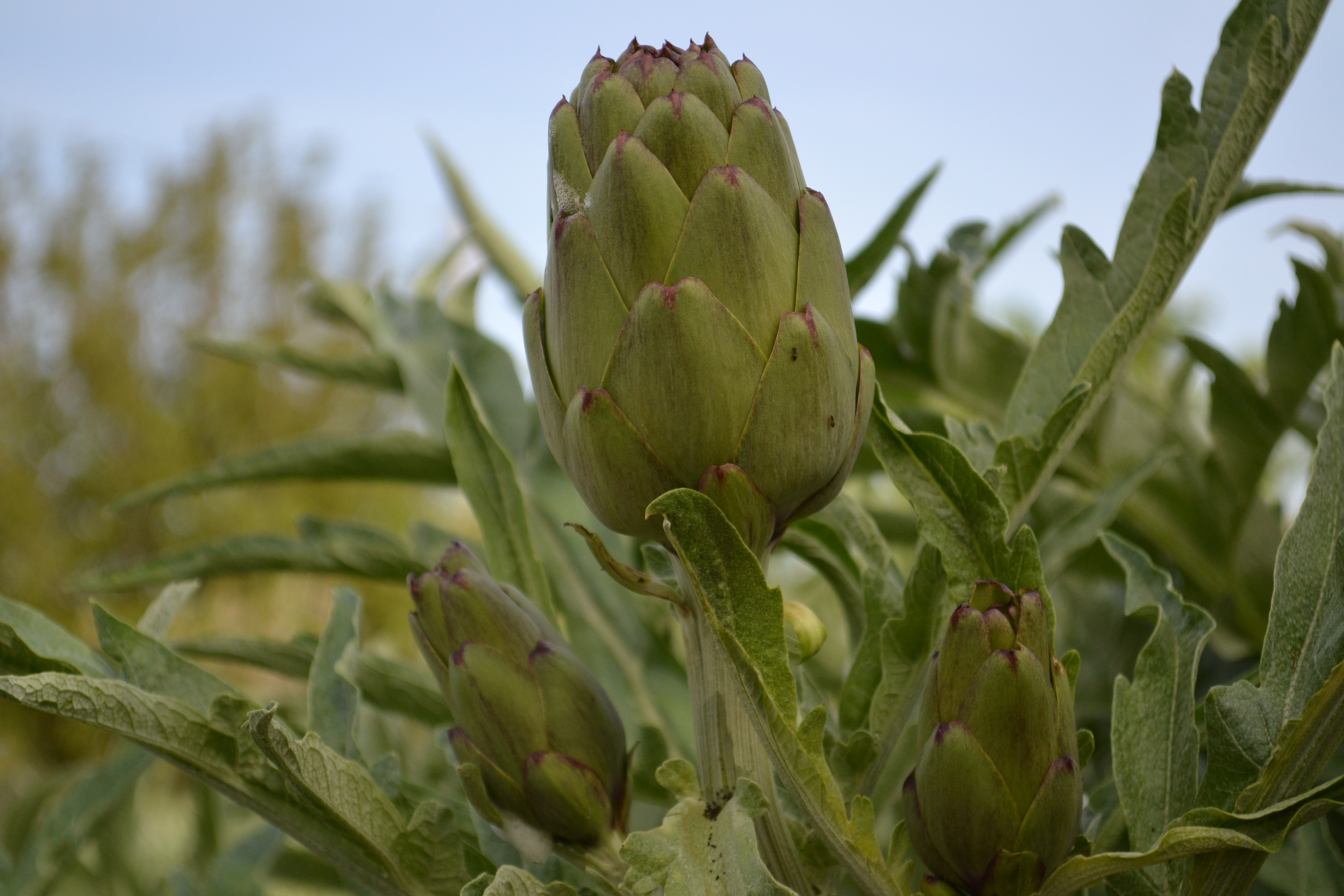
Carciofo autoctono di Putignano varietà "Verde".

Negli orti del comune di Putignano è frequente trovare due tipologie di carciofo autoctono: il "Verde" ed il "Violetto" detti appunto di Putignano. Queste varietà di carciofi sono a rischio di estinzione, infatti sono state aggiunte nell'allegato 8 del PSR Puglia 2017-2013. Il carciofo "Verde" di Putignano è una varietà di carciofo medio-tardiva, con inizi nella produzione a Marzo e con un ciclo produttivo medio-breve. E' possibile riconoscerlo grazie all'uniformità del colore verde del capolino. A differenza del "Verde", il "Violetto"è più precoce e presenta un capolino a forma ovoidale piuttosto compatto; le brattee esterne presentano una colorazione violetta, da cui prende il nome la varietà.

### Artigianato e industria tessile
Putignano è un importante polo italiano per la produzione di abiti da sposa e cerimonia. Nella cittadina ha sede il Consorzio Sposa & moda Italia. Rilevanti anche le produzioni di capi per bambino.
Rinomata è anche l'attività artigianale della lavorazione dei metalli, in special modo del ferro.

## Infrastrutture e trasporti
La principale arteria stradale che serve Putignano è la SS 172 - strada statale 172 dei Trulli. La viabilità locale è assicurata dalle SP 58, 101, 106 e 237 (ex SS 377).
Sul territorio di Putignano è presente la stazione di Putignano e due fermate non presenziate site in località San Pietro Piturno (fuori uso dal 2020) e San Michele in Monte Laureto gestite dalle Ferrovie del Sud Est dal 1905 sulle linee ferroviarie Bari-Taranto e Mungivacca-Putignano.
La mobilità è garantita da 3 linee di autobus urbani e diverse linee di autobus extraurbani di varie compagnie tra cui Ferrovie del Sud-Est e le consorziate Cotrap.

## Amministrazione
Di seguito è presentata una tabella relativa alle amministrazioni che si sono succedute in questo comune.
| Periodo           | Periodo           | Primo cittadino                   | Partito                            | Carica              | Note   |
| ----------------- | ----------------- | --------------------------------- | ---------------------------------- | ------------------- | ------ |
| 20 maggio 1988    | 14 luglio 1990    | Vincenzo Petruzzi                 | Democrazia Cristiana               | Sindaco             | [ 14 ] |
| 14 luglio 1990    | 25 settembre 1990 | Domenico Laera                    | Concentrazione Democratica         | Sindaco             | [ 14 ] |
| 25 settembre 1990 | 25 novembre 1993  | Bernardo Franco Notarangelo       | Partito Socialista Italiano        | Sindaco             | [ 14 ] |
| 24 gennaio 1994   | 30 agosto 1994    | Pietro Sportelli                  | Partito Democratico della Sinistra | Sindaco             | [ 14 ] |
| 30 agosto 1994    | 3 marzo 1995      | Lorenzo Derobertis                | Partito Socialista Italiano        | Sindaco             | [ 14 ] |
| 3 marzo 1995      | 8 maggio 1995     | Mario Volpe                       |                                    | Comm. pref.         | [ 14 ] |
| 9 maggio 1995     | 23 settembre 1996 | Marco Galluzzi                    | Forza Italia                       | Sindaco             | [ 14 ] |
| 23 settembre 1996 | 12 maggio 1997    | Mariannina Milano                 |                                    | Comm. straordinario | [ 14 ] |
| 12 maggio 1997    | 14 giugno 1999    | Fedele Carmine D'Alena            | L'Ulivo                            | Sindaco             | [ 14 ] |
| 14 giugno 1999    | 1º ottobre 2003   | Marco Galluzzi                    | Forza Italia                       | Sindaco             | [ 14 ] |
| 7 novembre 2003   | 28 giugno 2004    | Luigi Varratta                    |                                    | Comm. straordinario | [ 14 ] |
| 28 giugno 2004    | 21 giugno 2009    | Gianvincenzo Angelini De Miccolis | La Margherita Partito Democratico  | Sindaco             | [ 14 ] |
| 23 giugno 2009    | 15 giugno 2014    | Gianvincenzo Angelini De Miccolis | Partito Democratico                | Sindaco             | [ 14 ] |
| 27 maggio 2014    | 10 giugno 2019    | Domenico Giannandrea              | Indipendente di centro-destra      | Sindaco             | [ 14 ] |
| 10 giugno 2019    | 24 giugno 2024    | Luciana Laera                     | Indipendente di liste civiche      | Sindaco             | [ 14 ] |
| 24 giugno 2024    | in carica         | Michele Vinella                   | Liste civiche-PD                   | Sindaco             |        |

### Gemellaggi
- Visalia
- Goch
- Sammichele di Bari
- Babrujsk
- Minsk
- Turi

## Sport

### Calcio

#### Calcio
L'A.S. Putignano è stata la principale società calcistica con sede a Putignano. Ha militato in serie D, fino a pochi anni prima del suo scioglimento avvenuto nel 2005.
Nel 2011 è stata fondata L'A.S.D. Virtus Putignano Calcio che, partendo dalla Terza Categoria, vincendo due campionati consecutivi, è riuscita a raggiungere la Promozione nel 2013, prima di vedere il titolo alla "Polisportiva Noci", che dal 2015 disputa le proprie gare nella città di Noci.

#### Calcio a 5
Nel futsal putignanese esistono tre compagini di calcio a 5. Lo Sport Five Putignano che ha militato in serie A, il C.S.G. Putignano che ha raggiunto la serie A2, ed il New Team Putignano. Attualmente tutte e tre militano in Serie C1.

### Pallamano
La Polisportiva UISP 80 Putignano disputa il campionato di Serie A - 1ª Divisione Nazionale militando nel girone C. Nel campionato di Serie A2 2011-2012 - Girone E (pallamano maschile) la squadra si è classificata prima ottenendo la promozione nel campionato di massima categoria.

### Basket
Il Basket Putignano, fondata nel 1993, ha disputato tre campionati di serie D a partire dal 2004.